# Limosina monorbiseta
Limosina monorbiseta är en tvåvingeart som beskrevs av Deeming 1969. Limosina monorbiseta ingår i släktet Limosina och familjen hoppflugor.
Artens utbredningsområde är Nepal. Inga underarter finns listade i Catalogue of Life.